# カストロヴィッラリ
カストロヴィッラリ（イタリア語: Castrovillari）は、イタリア共和国カラブリア州コゼンツァ県にある、人口約22,000人の基礎自治体（コムーネ）。

## 地理

### 位置・広がり

#### 隣接コムーネ
隣接するコムーネは以下の通り。括弧内のPZはポテンツァ県所属を示す。
- アルトモンテ
- カッサーノ・アッロ・イオーニオ
- チェルキアーラ・ディ・カラーブリア
- キアロモンテ (PZ)
- チーヴィタ
- フラシネート
- モラーノ・カーラブロ
- サン・バジーレ
- サン・ロレンツォ・ベッリッツィ
- サン・ロレンツォ・デル・ヴァッロ
- サラチェーナ
- スペッツァーノ・アルバネーゼ
- テッラノーヴァ・ディ・ポッリーノ (PZ)

## 行政

### 分離集落
カストロヴィッラリには、以下の分離集落（フラツィオーネ）がある。
- Cammarata, Vigne, Pietrapiana